# Edvin Kallstenius
Edvin Kallstenius (Filipstad, Suècia, 29 d'agost de 1881 - Stocksund, 22 de novembre de 1967) fou un compositor i bibliotecari suec considerat com un dels compositors nacionals més distingits, assenyalant-se especialment en la música de cambra i simfònica. Va fer els estudis al Conservatori de Leipzig. Entre les seves obres principals hi figuren, dos quartets per a instruments d'arc, oboè i clarinet; una sonata per a violoncel i piano i una altra per a violí; un preludi simfònic per a una tragèdia per a orquestra; lieder, etc.